# Code Pink
Code Pink: Women for Peace (с англ. — «Код розовый: женщины за мир»), сокращённо CODEPINK, — международная неправительственная организация активистов, которая позиционирует себя как «массовое движение за мир и социальную справедливость, работающее над тем, чтобы положить конец финансируемым США войнам и завоеваниям, бросить вызов милитаризму во всем мире и перенаправить ресурсы страны на систему здравоохранения, образование, создание „зелёных рабочих мест“ и другие жизненно важные виды деятельности». Помимо вопросов антимилитаризма, организация высказывалась по вопросам применения беспилотников США для целевых убийств, тюрьмы в Гуантанамо, установлении Палестинской государственности, ядерного соглашения с Ираном, Саудовской Аравии и организации Женского Креста в демилитаризованной зоне между Северной и Южной Кореей.
Региональные офисы Code Pink расположены в Лос-Анджелесе, Калифорнии и Вашингтоне, округ Колумбия, и других штатах США, а также в некоторых других странах.

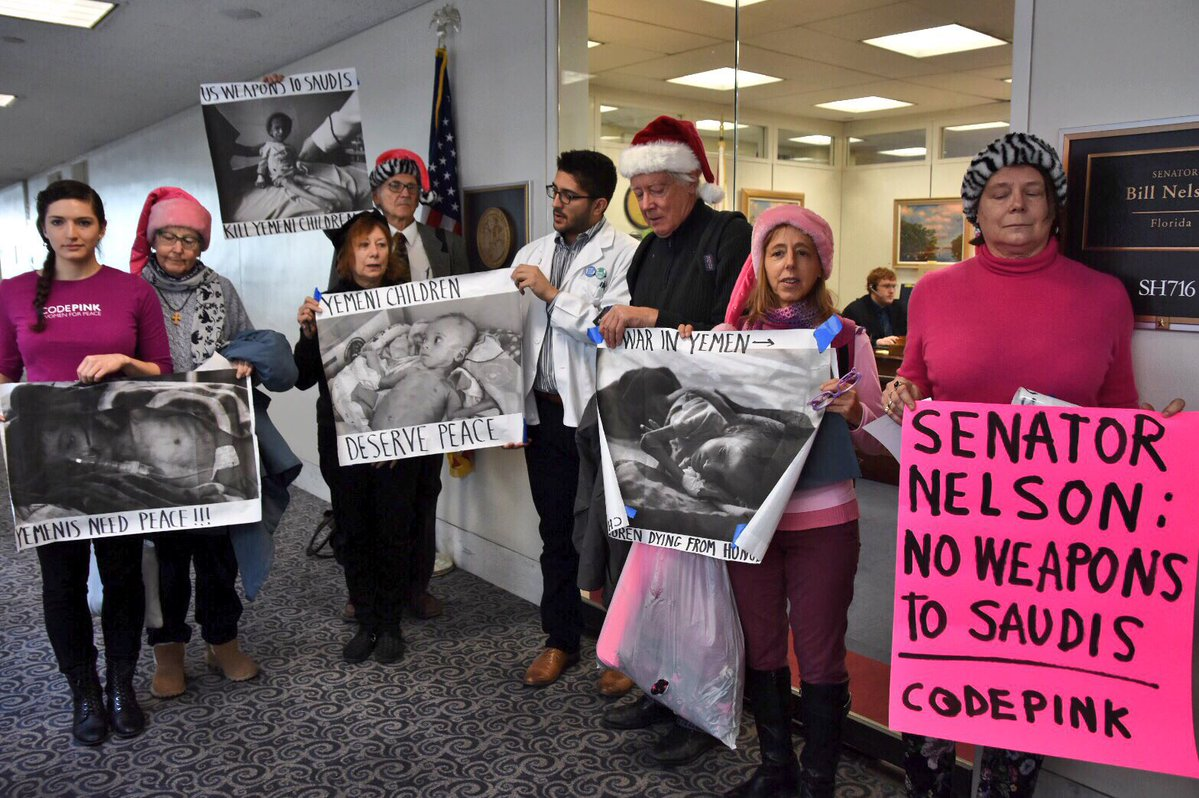
Code Pink протестует против сенаторов-демократов, поддержавших интервенцию Саудовской Аравии в Йемен, декабрь 2017 года

Участники, одетые в одежду розового цвета, проводят марши, акции протеста и информационные акции для продвижения своих целей. Хотя женщины создали организацию и возглавляют её в настоящий момент, Code Pink поощряет участие людей всех полов в её деятельности.
Code Pink основана 17 ноября 2002 года американками Джоди Эванс, Медеей Бенджамин и другими активистами. Название группы — отсылка к системе оповещения с цветовой кодировкой, использующейся Министерством внутренней безопасности США, в которой код оранжевый и код красный обозначают самые высокие уровни опасности.
В 2014 году Code Pink удостоена американской премии мира от Мемориального фонда мира США «В знак признания вдохновляющего лидерства в сфере антивоенного движения и творчески организованного массового активизма».